# 뉴스앤조이
〈뉴스앤조이〉(NEWSNJOY)는 진보성향 대한민국의 인터넷신문이다. 2000년 8월 창간하였다. 생명, 평화, 사랑, 정의와 같은 가치를 사회 속에 구현하는 것을 표방한다. 

## 같이 보기
- 당당뉴스
- 에큐메니안
- 오마이뉴스